# Liste des aéroports en Haïti
Le pays possède six aéroports principaux dont deux de niveau international.

## Cartes
| Cayes Cap-Haïtien Jacmel Jérémie Port-de-Paix Port-au-Prince |

## Liste
Liste des aéroports d'Haïti classés par ville d'Haïti.
| Villes         | OACI | AITA | Nom des aéroports                           |
| Cap-Haïtien    | MTCH | CAP  | Aéroport International de Cap-Haitien       |
| Jacmel         | MTJA | JAK  | Aéroport de Jacmel                          |
| Jérémie        | MTJE | JEE  | Aéroport de Jérémie                         |
| Les Cayes      | MTCA | CYA  | Aéroport Antoine-Simon                      |
| Port-au-Prince | MTPP | PAP  | Aéroport international Toussaint Louverture |
| Port-de-Paix   | MTPX | PAX  | Aéroport de Port-de-Paix                    |